# Јазвеник (Сисак)
Јазвеник је насељено место у саставу Града Сиска, Хрватска.

## Становништво
| Националност       | 1991.        |
| Хрвати             | 117 (66,10%) |
| Срби               | 0            |
| Југословени        | 1 (0,56%)    |
| остали и непознати | 59 (33,33%)  |
| Укупно             | 177          |